# Светлая (приток Пижмы)
Светлая — река в Республике Коми и Архангельской области России. Устье реки находится в 283 км по правому берегу реки Пижма. Длина реки составляет 47 км.

## Притоки
- 1 км: Устьина (лв)
- 11 км: Павьюга (пр)
- 28 км: Бобровая (пр)
- 30 км: Нижний Паун (пр)
- 36 км: Паун (лв)

## Данные водного реестра
По данным государственного водного реестра России относится к Двинско-Печорскому бассейновому округу, водохозяйственный участок реки — Печора от водомерного поста Усть-Цильма и до устья, речной подбассейн реки — бассейны притоков Печоры ниже впадения Усы. Речной бассейн реки — Печора.
Код объекта в государственном водном реестре — 03050300212103000078489.